# 槐荫两级小学
槐荫两级小学，位于中华人民共和国山西省忻州市五台县东冶镇槐荫村，已列为山西省文物保护单位。

## 保护
2016年6月6日，槐荫两级小学由山西省人民政府公布为第五批山西省文物保护单位，编号5-139。